# Torbjörn Nilsson (historiker)
Torbjörn Nilsson, född 5 mars 1954, död 4 juni 2025, var en svensk historiker. 

## Biografi
Nilsson var professor vid institutionen för historia och samtidsstudier vid Södertörns högskola i Flemingsberg i Huddinge kommun.
Nilsson arbetade tidigare som journalist och med journalistutbildning, och efter forskarutbildning i historia disputerade han 1994 vid Stockholms universitet på avhandlingen Elitens svängrum. Första kammaren, staten och moderniseringen 1867–1886. Avhandlingen handlar om hur första kammarens ämbetsmän, finansmän och godsägare trots sin politiska konservatism ändå verksamt bidrog till samhället ekonomiska modernisering, kombinerat med en lättvindig användning av statsmakten i laissez-faire-kapitalismens tid.
Nilsson har sedan i projektet "Ämbetsmannen och samhällsutvecklingen 1809–1880" forskat kring hur en konservativt färgad samhällselit förhöll sig till moderniseringen, hur de deltagit i industrialiseringen och hur statsmakten ville skapa en mer följsam ämbetsmannakår. I projektet "Högern 1904–2004: Moderniseringens vän eller fiende?" har han forskat om den svenska högerns historia, där fokus har varit på hur ett elitparti ställt sig till samhällets modernisering, som å ena sidan hotar omhuldade hierarkier och traditionella värden, men å andra sidan utgör en förutsättning för de ekonomiska verksamheter partiets medlemmar och väljare är delaktiga i. Nilsson har citerats som "expert på moderaternas politik", och har bland annat 2003 gett ut "Moderaterna, marknaden och makten - svensk högerpolitik under avregleringens tid, 1976–1991".
I "Prosjekt 1905" forskade Nilsson om unionsupplösningen, som särskilt under 2005 uppmärksammade unionens historia med konferenser, utställningar, föredrag och bokutgivning.
Nilsson forskade även om Stockholms kommunalpolitik efter 1945.